# Colobostema brincki
Colobostema brincki är en tvåvingeart som beskrevs av Cook 1965. Colobostema brincki ingår i släktet Colobostema och familjen dyngmyggor. Inga underarter finns listade i Catalogue of Life.